# Aeropuerto de Salamanca
El Aeropuerto de Salamanca (IATA: SLM, OACI: LESA), conocido como Matacán, es un aeropuerto público español y base aérea del Ejército del Aire situado a 17 kilómetros de la ciudad de Salamanca, en los términos municipales de Machacón, Calvarrasa de Abajo y Villagonzalo de Tormes.

## Historia
Los orígenes del aeropuerto se remontan a la guerra civil española, que hizo necesaria la construcción de un nuevo aeródromo en Salamanca. Así, el 15 de octubre de 1936, el teniente coronel Lecea acompaña al soldado Luis Hernández a visitar una zona en el lugar conocida como Matacán, cerca de Encinas de Abajo. El terreno se consideró idóneo como campo de vuelo.[cita requerida]
En el verano de 1937, a instancias del general Alfredo Kindelán, se reactiva la compañía aérea Iberia L.A.E., que fija su sede en Salamanca. La primera línea se inaugura el 16 de agosto con el servicio Tetuán-Vitoria, que utiliza aviones Junkers Ju-52, cedidos por Lufthansa. El 1 de mayo de 1939, los equipos e instalaciones de Iberia se trasladan al Aeropuerto de Madrid-Barajas de Madrid, donde se encuentran hasta hoy.[cita requerida]
El 16 de julio de 1940, el pleno del Ayuntamiento de Salamanca cede los terrenos de Matacán al Ejército del Aire, con la condición de que estos puedan ser utilizados también para el tráfico aéreo civil. Seis años más tarde, en julio de 1946, se abre oficialmente el aeropuerto al tráfico aéreo nacional completo e internacional de turismo y escalas técnicas del tráfico comercial.[cita requerida]
A principios de 1953 se decide la construcción de la pista de aterrizaje en la dirección 04/22, y de una calle de rodaje.[cita requerida]
El 24 de mayo de 1974, se crea la Escuela Nacional de Aeronáutica (ENA), con sede en Salamanca. El objeto de este centro es la formación de pilotos comerciales. En la década de los 70, el escaso tráfico comercial aéreo que recibe Salamanca es atendido en las dependencias militares.[cita requerida]
En 1990 se instala un nuevo sistema de aterrizaje de alta precisión por microondas MLS, en fase de experimentación. Posteriormente sería desinstalado.[cita requerida]
Finalmente, en octubre de 2005, con motivo de la celebración de la Cumbre Iberoamericana, entra en funcionamiento un nuevo edificio terminal que alberga las áreas de salidas y llegadas, la zona de servicios a los pasajeros y el resto de dependencias del aeropuerto. De esta manera, aunque la pista continúa teniendo un uso mixto civil y militar, los trámites son atendidos en un edificio propio, fuera de la base militar y dependiente del Ministerio de Fomento y no del de Defensa.[cita requerida]
Actualmente, es la base de operaciones de la escuela de vuelo Adventia, heredera de la antigua ENA.[cita requerida]
En octubre del año 2008 obtuvo la Certificación Internacional de Calidad (ISO-9001).[cita requerida]
En 2012, debido a la crisis económica que atravesaba España desde 2008, el aeropuerto pasó de operar las 24 horas del día vuelos civiles a operar solamente 6 horas y media diarias, de 11:00 a 17:30. También recientemente están recortando en el mantenimiento de muchas de las radioayudas por ejemplo el NDB SCA, MTN, ZMR VGD han sido retiradas del servicio. Los vuelos militares se gestionan aparte y siguen pudiendo operar las 24 horas del día.[cita requerida]

### Historia de vuelos
En 2015, el aeropuerto dejó de tener vuelos regulares tras nueve años de rutas estables. Hasta esa fecha, el único vuelo regular era el de Barcelona-El Prat, que comenzó a ser operado por Lagun Air en noviembre de 2006, para a finales de 2006 ser asumido por Air Nostrum. Además, ocasionalmente se establecían conexiones con Palma de Mallorca, Menorca, Málaga-Costa del Sol y Gran Canaria.

## Aerolíneas y destinos
| Ciudades          | Nombre del aeropuerto           | Aerolíneas           |
| España            | España                          | España               |
| ----------------- | ------------------------------- | -------------------- |
| Palma de Mallorca | Aeropuerto de Palma de Mallorca | Volotea (estacional) |
| Gran Canaria      | Aeropuerto de Gran Canaria      | Iberia (estacional)  |

## Estadísticas
Ver fuente y consulta Wikidata.

## Base aérea y Grupo de Escuelas Matacán
El Ejército del Aire comparte con la terminal de uso civil la pista del antiguo aeródromo de uso exclusivamente militar. La base militar, también ha continuado con su labor de enseñanza e instrucción a través del Grupo de Escuelas de Matacán (GRUEMA). En estas escuelas, organizadas en grupos de enseñanza y adiestramiento, se forma al personal castrense de la rama aérea de las Fuerzas Armadas en materias relacionadas con el transporte aéreo militar, el control de tránsito aéreo, las operaciones con sistemas aéreos no tripulados y la especialidad de caza y ataque destinada al personal sin destino del Ejército del Aire.